# Garcilaso de la Vega (Inca)
Gómez de Figueroa, meestal genoemd Garcilaso de la Vega, de Inca (Cuzco, 12 april 1539 – Córdoba, 23 april 1616) was een Spaanse-Inca auteur en historicus.
Hij was de buitenechtelijke zoon van de Spaanse kolonisator Sebastián Garcilaso de la Vega, een edelman uit de Spaanse regio Extremadura en de Inca-prinses Isabel Chimpu Ocllo, nicht van Huayna Capac, keizer van Tawantinsuyu (naam van het Incarijk in de quechua-taal). Zijn grootvader was de Spaanse dichter Garcilaso de la Vega, die onder dezelfde naam bekendstaat.
Hij is vooral bekend om zijn historisch werk Commentarios reales de los Incas ("Koninklijke kronieken van de Inca's"; in 1953 verscheen een gepopulariseerde Nederlandse bewerking van Mr. W.J. van Balen onder de titel Het rijk der Inca's; in 1929 had dezelfde bewerker al de versie Het leven der oude Inca's het licht doen zien). Hoewel dit werk niet in alle opzichten historisch betrouwbaar is (het bevat veel mythologische elementen), is het wel een van de belangrijkste bronnen voor de geschiedenis van het Incarijk. Het boek was bedoeld om de vele onjuistheden die De la Vega in de verslagen van Spaanse auteurs aantrof, recht te zetten; doordat Garcilaso zelf zijn jeugd in Peru had doorgebracht, kon hij met meer kennis van zaken spreken dan die schrijvers.
- Bibsys: 4094281
- Biblioteca Nacional de España: XX920136
- Bibliothèque nationale de France: cb14061883x (data)
- Catàleg d'autoritats de noms i títols de Catalunya: 981058517332706706
- CiNii: DA00244140
- Digitale Bibliotheek voor de Nederlandse Letteren: vega003
- Gemeinsame Normdatei: 118716352
- International Standard Name Identifier: 0000 0001 2123 6432
- Library of Congress Control Number: n82018531
- Nationale Bibliotheek van Letland: 000180041
- Bibliotheek van het Japanse parlement: 00459627
- Nationale Bibliotheek van Tsjechië: ola2003165542
- Nationale Bibliotheek van Israël: 987007269409005171
- Nationale Bibliotheek van Polen: a0000001179977
- Nationale en Universitaire bibliotheek Zagreb: 000371395
- Nederlandse Thesaurus van Auteursnamen: 069396035
- Istituto Centrale per il Catalogo Unico: MILV057202
- LIBRIS: 55116
- SNAC: w6dw45rz
- Système universitaire de documentation: 028690338
- Union List of Artist Names: 500356030
- Virtual International Authority File: 22163628
- WorldCat: E39PBJcBTwk6Fq4xrvThXmkbh3